# Serra-di-Ferro
Serra-di-Ferro (kors. Sarra di Farru) – miejscowość i gmina we Francji, w regionie Korsyka, w departamencie Korsyka Południowa.
Według danych na rok 1990 gminę zamieszkiwało 327 osób, a gęstość zaludnienia wynosiła 10 osób/km².